# Еде Мађар
Еде Мађар (мађ. Magyar Ede; Орошхаза, 31. јануар 1877 — Сегедин, 5. мај 1912) био је мађарски архитекта.

## Живот и каријера
Еде Мађар био је син Михаља Осадског, произвођача намештаја. Имао је 3 године када је породица променила презиме из Осадски у Мађар. Студирао је архитектуру у Будимпешти и током студија путовао у Белгију и Француску. Након завршетка студија 1901. године, започео је каријеру као архитекта у Сегедину. Својим европским искуством, младошћу, великом енергијом, одлучношћу, храброшћу и талентом, супротставио се владајућем учмалом укусу и пројектујући ремек дела која и данас доминирају архитектуром Сегедина – повезао је Сегедин са Европом. 
Умро је млад извршивши самоубиство због разочарења у љубави, у 35. години живота. Иако је живео кратко, Еде Мађар један је од најзначанијих мађарских архитеката сецесије.

## Дела
С обзиром да је каријера Еде Мађара била фокусирана на Сегедин, у њему се и налазе најпознатије грађевине овог архитекте. Међу њима издваја се свакако чувена Рекова палата (1907), затим Унгар-Мајер палата (1911), Палата реформаторске цркве и Шафер палата (1904). 
У Сенти је урадио пројекте за Хотел Ројал, који се налази на листи непокретних културних добара од великог значаја Републике Србије и Ротман кућу. Еде Мађар пројектовао је и зграду Реформаторске цркве у Кикинди, која се налази у Доситејевој улици. 
- Рекова палата, Сегедин
- Балкон на Рековој палати
- Унгар-Мајерова палата, Сегедин
- Унгар-Мајерова палата, купола
- Реформаторска црква, Сегедин
- Реформаторска црква, Кикинда